# Hyde Parker (1739–1807)
Hyde Parker (ur. 1739, zm. 16 marca 1807) – admirał brytyjskiej Królewskiej Marynarki Wojennej.

## Życiorys
Urodził się w Devonshire w Anglii, drugi syn admirała Hyde Parkera (1714–1783). Wstąpił do Marynarki Wojennej w młodym wieku, porucznikiem został już 25 stycznia 1758 roku, większość początkowej służby odbył pod dowództwem swojego ojca. 16 grudnia 1762 roku został awansowany na kapitana statku HMS Manila, skąd 18 lipca 1763 został przeniesiony do HMS Baleine.
Od końca 1766 roku przez wiele lat służył w Indiach Zachodnich, później brał udział w wojnie z amerykańskimi kolonistami, w której w 1776 roku szczególnie wyróżnił się w przełamaniu obrony rzeki Hudson w Nowym Jorku. Dzięki temu osiągnięciu w 1779 roku nadano mu tytuł szlachecki. W 1778 walczył w pierwszej bitwie pod Savannah w Georgii, a w następnych latach jego statek został zniszczony u wybrzeży Kuby. Mimo to udało się uratować załogę. Parker razem ze swoim ojcem brał udział w Bitwie na Dogger Bank (1781), a z Richardem Howe'em w dwóch potyczkach pod Cieśniną Gibraltarską. Został oficerem flagowym 1 lutego 1793 roku, tego samego dnia Wielka Brytania zadeklarowana wojnę Republice Francji. Jako kontradmirał służył pod Samuelem Hoodem w Tulonie i na Korsyce. Został awansowany na wiceadmirała 4 lipca 1794 roku i wziął udział pod dowództwem Williama Hothama w nierozstrzygniętych działaniach morskich 13 marca 1795 i 13 lipca 1795 roku. Od 1796 do 1800 dowodził na Jamajce i we Wschodnich Indiach.
Został mianowany admirałem 14 lutego 1799 roku. W 1801 został mianowany na dowódcę floty, której celem było przełamanie zawiązanej przez północnoeuropejskie państwa Ligi Zbrojnej Neutralności. Jego zastępcą w czasie tej misji był wiceadmirał Horatio Nelson. Pierwszym celem wyprawy była Kopenhaga, która uległa Brytyjczykom 2 kwietnia 1801 roku po bitwie morskiej, w wyniku ataku eskadry Nelsona. Cięższe okręty dowodzone przez Parkera brały mniejszy udział w operacji z powodu płytkości kanału kopenhaskiego. W trakcie bitwy Parker podniósł flagę oznaczającą zaprzestanie działań wojennych. Podobno Nelson specjalnie zignorował znak od przełożonego, wyzywająco przyłożył ślepe oko do teleskopu skierowanego na flagę i powiedział „naprawdę nie widzę sygnału” (uznaje się jednak, że jest to mit). Nelson kontynuował akcję zbrojną i wymusił w końcu kapitulację sił Danii. 
Parker był później krytykowany za wahanie, jakie okazał przed kontynuowaniem misji i wpłynięciem na Bałtyk. Niedługo potem został odwołany, a Nelson go zastąpił. Parker zmarł 16 marca 1807 roku.

## Rodzina
Hyde Parker był żonaty dwukrotnie. Najpierw, z Anną, córką Johna Palmera Botelera, z którą miał trójkę synów, oraz powtórnie w 1800 roku, gdy wziął ślub z Fances, córką admirała Richarda Onslowa - osiedli wówczas we dworze w Benhall w hrabstwie Suffolk.
Jego syn – trzeci Hyde Parker (1786–1854) został kontradmirałem 23 listopada 1841 roku, a wiceadmirałem 4 czerwca 1852 roku. Od 1853 roku służył jako pierwszy lord admiralicji w Marynarce wojennej, zmarł 25 maja 1853 roku. Jego syn Hyde, kapitan w marynarce dowodził w zarzewiu HMS Firebrand na Morzu Czarnym, został zabity 8 lipca 1854 roku, podczas szturmu rosyjskiego fortu przy ujściu Dunaju.
W wojnach napoleońskich wzięli udział także dwaj inni synowie Hyde'a (drugiego) – John Boteler Parker, który zmarł jako generał odznaczony Orderem Łaźni w 1851 roku, oraz najmłodszy Harry, będący porucznikiem gwardii, poległy w bitwie pod Talaverą.